# Bernard Lacombe (rugby)
Pour les articles homonymes, voir Lacombe.
Bernard Lacombe, est né le 8 février 1963 à Rouen, est un joueur de rugby à XV et de rugby à XIII, qui a joué avec l'équipe de France et le SU Agen, évoluant au poste de trois-quarts aile (1,78 m pour 78 kg). 

## Carrière de joueur

### En club
- 1983-1992 : Sporting Union Agen Lot-et-Garonne
- 1992-1995 : Association sportive Mérignac rugby
- 1995-1998 : US Villeneuve 13
- 1998-2002 : Union sportive Fumel Libos

### En équipe nationale
Il a disputé son premier test match le 4 octobre 1989, contre les Lions britanniques, son dernier test match fut contre l'équipe d'Australie, le 24 juin 1990.

### Avec les Barbarians
Le 22 octobre 1989, il est sélectionné avec les Barbarians français pour jouer contre les Fidji à Bordeaux. Les Baa-Baas s'inclinent 16 à 32. Le 27 octobre 1990, il joue un deuxième match avec les Barbarians français contre la Nouvelle-Zélande à Agen. Les Baa-Baas s'inclinent 13 à 23.

## Palmarès

### En club
- Champion de France de première division :
  - Champion (1) : 1988
  - Vice-champion (2) : 1986 et 1990
- Challenge Yves du Manoir :
  - Vainqueur (1) : 1992
  - Finaliste (1) : 1987

### En équipe nationale
- Sélections en équipe nationale : 2
- Sélections par année : 2 en 1990
- Sélections Barbarians : 2